# Margit Laufer

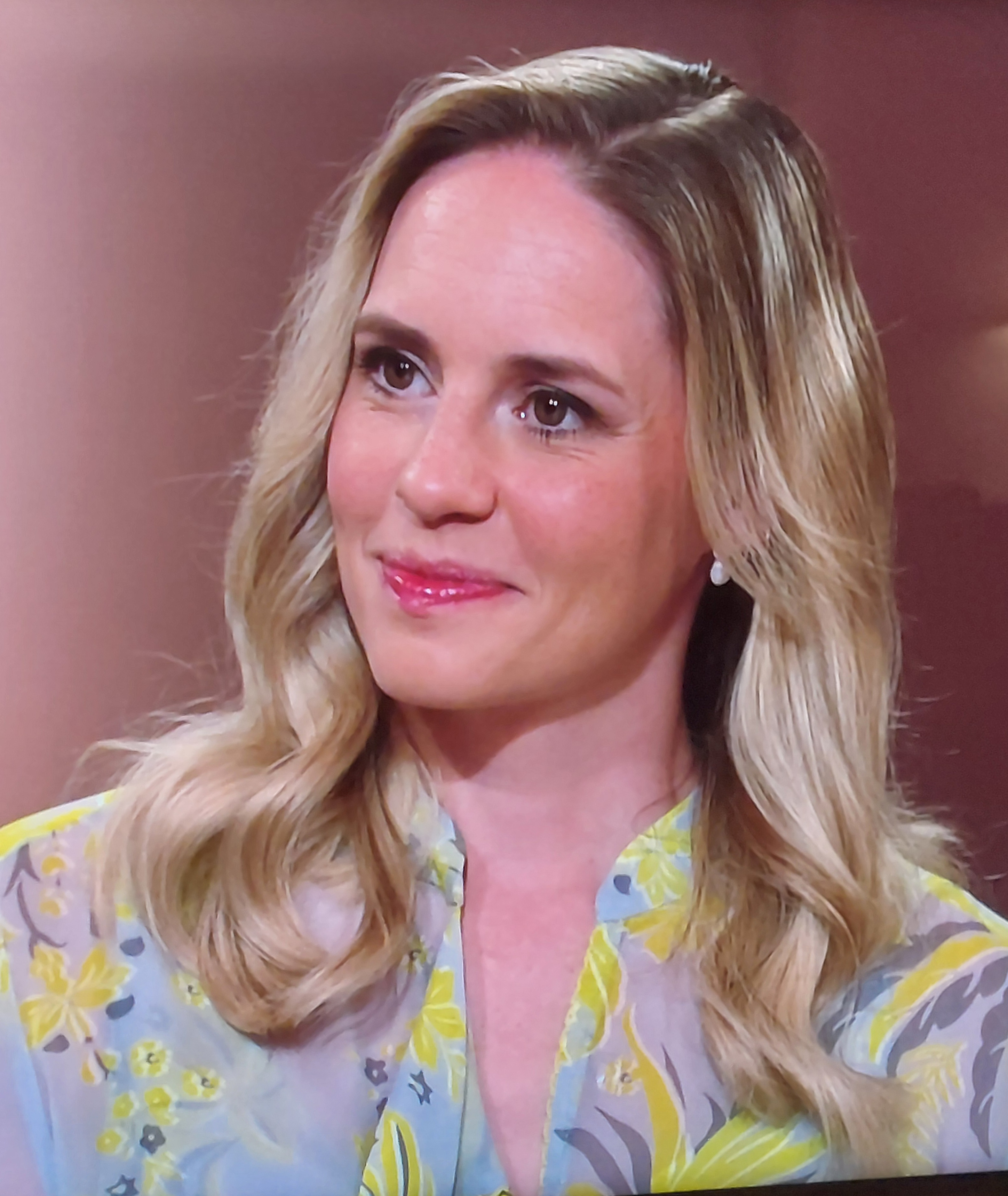
Margit Laufer (2024)

Margit Laufer (* 1990 in Wien) ist eine österreichische Journalistin und Fernsehmoderatorin.

## Leben
Margit Laufer studierte Politikwissenschaften an der Universität Wien und arbeitete währenddessen bei verschiedenen Medienunternehmen. An der Wiener Fachhochschule der Wirtschaftskammer absolvierte sie das berufsbegleitende Studium Journalismus & neue Medien.
Beim ORF, für den sie in mehreren Redaktionen gearbeitet hat, ist Laufer seit dem Jahr 2013. Von Ende 2015 bis Ende 2018 moderierte sie beim Landesstudio Niederösterreich die regionale Fernsehsendung Niederösterreich heute, außerdem arbeitete sie in der Redaktion des aktuellen Dienstes. Daneben war sie Nachrichtensprecherin beim Rundfunk. Im Jahr 2016 präsentierte Laufer die niederösterreichischen Teilnehmer bei 9 Plätze – 9 Schätze: Ötscher-Tormäuer bei der bundesweiten Ausscheidung sowie das Mohndorf Armschlag und das Museumsdorf Niedersulz in der Vorausscheidung.
Margit Laufer wurde 2017 vom Magazin Der Österreichische Journalist als eine der besten 30 unter 30 gewählt.
Von Jänner 2019 bis Anfang Jänner 2022 war sie Moderatorin der ZIB-Kurzausgaben innerhalb von Guten Morgen Österreich sowie um 13:00 Uhr und sonntags um 11:00 Uhr.
Im Sommer 2021 moderierte sie vertretungsweise für Lou Lorenz-Dittlbacher, die als Präsentatorin der ORF-Sommergespräche im Einsatz war, die ZIB 2.
Seit Jänner 2022 ist sie als Moderatorin der ZIB 2 Nachfolgerin von Lou Lorenz-Dittlbacher. Von Juli 2022 bis September 2023 war sie in Elternkarenz. Während dieser Zeit wurde sie von Marie-Claire Zimmermann vertreten, die allerdings auch nach ihrer Rückkehr regelmäßig die ZIB 2 moderieren wird. Am 26. Dezember 2024 moderierte sie einmalig als Vertretung für Susanne Höggerl die ZIB 1 gemeinsam mit Tobias Pötzelsberger.